# جائزة إسبانيا الكبرى 1968
جائزة إسبانيا الكبرى 1968 هو سباق فورمولا 1 أقيم بتاريخ 12 مايو 1968 في مدريد، إسبانيا. كان الثاني من أصل 12 في بطولة العالم لسباقات الفورمولا واحد موسم 1968. حلّ البريطاني غراهام هيل أولا بينما جاء النيوزلندي ديني هولم في المركز الثاني وحصل على المركز الثالث البريطاني بريان ريدمان.